# Cythnia asteriaphila
Cythnia asteriaphila är en snäckart. Cythnia asteriaphila ingår i släktet Cythnia och familjen Eulimidae. Inga underarter finns listade i Catalogue of Life.